# Hanno Koffler
Hanno Koffler, född 25 mars 1980 i Västberlin,  är en tysk skådespelare och musiker. Hans mest kända filmer inkluderar Summer Storm, Krabat, Motståndets tid och Free Fall. Han medverkade också i den Oscarsnominerade filmen Never Look Away (2018) samt tv-serien Babylon Berlin (2022).

## Filmografi (urval)
- 2004: Summer Storm
- 2008: Krabat
- 2011: Motståndets tid
- 2013: Free Fall
- 2018: Beat
- 2018: Never Look Away
- 2022: Babylon Berlin
- 2023: Transatlantic